# As a Man Thinketh
As a Man Thinketh è un cortometraggio muto del 1914. Prodotto dalla Beauty (American Film Manufacturing Company) su un soggetto di Frank Cooley, il film aveva come interpreti lo stesso Cooley, Gladys Kingsbury, Edith Borella, Edith Borella, Fred Gamble.

## Trama
William Jones è una persona arrendevole che si lascia mettere i piedi in testa da tutti quanti. Dopo essere stato da un'indovina, però, cambia registro: la donna gli dice che lui "ha una volontà di ferro" ed "è destinato a governare", e lui si adegua. A casa, dove ha sempre subito i diktat della moglie, si ribella, rivelandosi un duro. In ufficio, rimette a posto i colleghi e ottiene un aumento. Gli viene promesso un anticipo se riuscirà a portare in porto un contratto che era già stato rifiutato; lui prende i documenti e nel giro di un'ora ritorna con le firme. Ottiene l'anticipo, una promozione e a casa, da quel momento, lo aspetta una moglie che finalmente lo rispetta.

## Produzione
Il film fu prodotto dalla American Film Manufacturing Company.

## Distribuzione
Distribuito dalla Mutual, il film - un cortometraggio in una bobina - uscì nelle sale statunitensi il 24 novembre 1914.